# Bojan Tomović
Bojan Tomović, cyr. Бојан Томовић (ur. 25 listopada 1982 w Somborze) – czarnogórski kompozytor, wokalista i muzyk, grający na trąbce.

## Życiorys
Bojan Tomović urodził się w czarnogórskiej rodzinie, mieszkającej w Wojwodinie. Dzieciństwo spędził w Kuršumliji, gdzie ukończył średnią szkołę muzyczną. W latach 1996–1998 odnosił sukcesy na festiwalu piosenki dziecięcej „Prolećna pesma”. Dzięki tym sukcesom otrzymał zaproszenie do Somboru i Kuršumliji, gdzie występował na festiwalach piosenki.
W 2002 przeniósł się do Belgradu i występował w klubach, zarówno w Belgradzie, jak i w Nowym Sadzie. W czasie koncertów prezentował własne kompozycje, z których powstał pierwszy album muzyka, wydany w 2005. Album okazał się wielkim sukcesem młodego muzyka, a kilka utworów (S prijateljima na sto, Na distanci, Plava Motorola, Nisam te zaboravio, Ode jedna dođu dve) znalazło się w czołówce serbskich przebojów. Tournée koncertowe w 2005 po Serbii, Czarnogórze i Bośni zwieńczył koncert w Zurychu, na początku 2006.
W czerwcu 20067 ukazał się drugi album Tomovicia (Kto to tamo peva), wyprodukowany w studiu Pink. Pochodzący z tego albumu utwór Crnogorsku pjesmu Jela, stał się popularnym przebojem w Czarnogórze. W 2008 ukazał się trzeci album Tomovicia – Tika tak, z kolejnymi przebojami (Maki, Čuvaj mi je).

## Dyskografia
- 2005: S prijateljima na sto
- 2006: Ko to tamo peva
- 2008: Tika tak